# Histiotus alienus
Histiotus alienus är en fladdermusart som beskrevs av Thomas 1916. Histiotus alienus ingår i släktet Histiotus och familjen läderlappar. Inga underarter finns listade i Catalogue of Life.
Ibland listas Histiotus alienus som en underart till Histiotus montanus.
För ett exemplar (holotyp) registrerades en kroppslängd (huvud och bål) av 54 mm, en svanslängd av 45 mm, 45 mm långa underarmar och 29 mm långa öron. Ovansidan är täckt av mörkbrun päls och undersidans päls är lite ljusare. En cirka 2 mm bred hudremsa sammanlänkar de stora öronen på hjässan. Histiotus alienus har en bred tragus i örat som är spetsig på toppen. Typiskt är grå flyghud och gråa öron.
Denna fladdermus är bara känd från sydöstra Brasilien. Det finns inga uppgifter om artens levnadssätt.
Informationer angående populationens storlek och möjliga hot saknas. IUCN kategoriserar arten globalt som otillräckligt studerad.